# Café Alameda (Granada)
El antiguo café Alameda (1909) fue conocido como el Gran Café Granada por la mayoría de los granadinos de principios del siglo XX, al ser el nombre inicial con el que fue inaugurado el establecimiento de hostelería, hoy en día desaparecido como tal. Estaba situado en la plaza del Campillo n. º 9 (Centro) de Granada, comunidad autónoma de Andalucía, España, en los bajos del local que hoy ocupa la zona de comedor del bar Chikito. La actual entrada al establecimiento sigue siendo la misma que antaño, según se entra a la derecha, en la sala, en el fondo a la izquierda, justo detrás de un tabladillo existente en donde actuaba permanentemente una orquestina (con piano e instrumentos de cuerda) según estilo impuesto en la época, había un amplio espacio en rinconera enmarcado por columnas, donde cabían, contra la pared, tres o cuatro confortables divanes y hasta tres mesas con sus encimeras de mármol, con sus patas metálicas y las sillas correspondientes.

## Tertulia «El Rinconcillo»
En ese rincón especial a principios de la década de 1920, nace la tertulia intelectual bohemia conocida como el Rinconcillo, cuna de personajes, algunos de ellos ya destacados artistas y otros que llegarían a ser reconocidos en disciplinas tan diversas como la poesía, la literatura, el periodismo, las artes, la política, la música y la diplomacia, tanto a nivel nacional como internacional. La idea tertuliana del grupo era renovar el mundo de las ideas culturales de la ciudad, -(en 1922 organizaron entre Falla, Federico, Ignacio Zuloaga y el Ayuntamiento Granadino)- el primer concurso nacional de Cante Jondo, que tuvo lugar los días 13 y 14 de junio en la plaza de los Aljibes de la Alhambra de Granada (España), proponiendo y poniendo de relieve un nuevo patrimonio artístico musical que pudiera guiar a las nuevas generaciones en su rebelión contra el costumbrismo conservador de la burguesía imperante, la llamada "Beocia burguesa". Incluso crearon un poeta apócrifo Isidoro Capdepón Fernández, que venía a representar todos los defectos criticados por la joven vanguardia granadina. Sería el autor oficial de algunos textos de Lorca y sus primeros dibujos. Esas ideas modernizadoras de renovación de la sociedad granadina, fueron apoyadas en su momento mediante visitas periódicas a la tertulia por personajes tan diversos como H. G. Wells, Koichi Nakayama, Rudyard Kipling, y los músicos Wanda Landowska y Arthur Rubinstein.
Entre los protagonistas habituales, pertenecientes al universo intelectual granadino, que acudían para dar a conocer sus obras y proyectos literarios, musicales y políticos ante los tertulianos y amigos, se encontraban Federico García Lorca y su hermano Francisco, Manuel de Falla, Melchor Fernández Almagro, el ingeniero de caminos Juan José Santa Cruz, el político Antonio Gallego Burín, el médico y político Manuel Fernández-Montesinos y su hermano José, filólogo, el músico Ángel Barrios, el pintor Manuel Ángeles Ortiz, José Acosta Medina, Miguel Pizarro Zambrano, los periodistas José Mora Guarnido y Constantino Ruiz Carnero, José María García Carrillo, el político Fernando de los Ríos que sería Ministro de Justicia e Instrucción Pública, el arabista José Navarro Pardo, el pintor Ismael González de la Serna, Hermenegildo Lanz, el escultor Juan Cristóbal, Ramón Pérez Roda, Luis Mariscal y el guitarrista Andrés Segovia, y como conductor y animador cultural, Francisco Soriano Lapresa.